# 6995 Minoyama
6995 Minoyama eller 1996 BZ1 är en asteroid i huvudbältet som upptäcktes den 24 januari 1996 av den japanska astronomen Takao Kobayashi vid Ōizumi-observatoriet. Den är uppkallad efter berget Minoyama i Japan.